# American Eagle (motociclismo)
La American Eagle è una casa motociclistica statunitense, attiva dal 1966 al 1971. Fondata da Jack McCormack a Santa Ana, è considerata la prima "azienda virtuale" moderna nel campo motociclistico.

## Descrizione
L'intuizione commerciale di McCormack - già responsabile vendite per gli Stati Uniti di Triumph, Honda e Suzuki, nei primi anni sessanta - fu quella di riuscire a formare una gamma completa di motocicli, dal ciclomotore alla maximoto, da vendere con il proprio marchio, senza avere alcuna struttura produttiva. Allo scopo, grazie ai contatti precedentemente acquisiti, riuscì a coinvolgere nel suo progetto diverse aziende europee e giapponesi, scegliendo quella che era considerata la produzione d'eccellenza per ogni categoria di cilindrata.
A partire dal 1966, strinse accordi con la giapponese Kawasaki, l'inglese Sprite e le italiane Laverda e Italjet, per la fornitura di veicoli con marchio "American Eagle" e con varianti specifiche per il mercato USA, concepite dallo stesso McCormack.
Grazie alla sua capacità commerciale, riuscì a raggruppare un centinaio di concessionari in molte città americane, tanto rapidamente che la Honda si vide costretta ad inviare una circolare alla propria rete di vendita, dichiarando l'incompatibilità di un duplice mandato con la American Eagle.
Per alcuni anni la American Eagle ebbe un discreto successo di vendite, anche aiutata dall'iniziale apporto del celebre stuntman Evel Knievel che, per qualche tempo, funse da uomo-immagine presenziando a saloni motociclistici e inaugurazioni di concessionarie e, in seguito, anche tentando alcune imprese a bordo dei modelli America Eagle-Laverda.
Alla fine del 1970, avvertendo i primi segnali della crisi di vendite nel campo motociclistico, oltre alla forte concorrenza di altre aziende che avevano seguito il suo esempio, Jack McCormack decise di chiudere la American Eagle.
Tra le realizzazioni più riuscite, la "350 Cheeta" su base Kawasaki A7SS Avenger 350 e i modelli "150 Renegade" e "750 O.H.C SS", entrambi su basi Laverda.